# Nicholas Alkemade
Nicholas "Nick" Alkemade född 10 december 1922 död 22 juni 1987 var en engelsk sergeant i RAF och som deltog i 13 bombräder över Tyskland.
Alkemade tjänstgjorde som akterskytt i en Avro Lancaster under andra världskriget. Vid ett bombanfall mot Berlin 23 mars 1944 anfölls deras flygplan av en Junkers Ju 88 från Luftwaffe. Flygplanet tog eld och gick in i en störtspiral, när kaptenen beordrade alla att överge flygplanet sträckte sig Alkemade efter sin fallskärm i kabinen men då den redan drabbats av lågornas rov valde han att lämna flygplanet och hoppa från 5 500 meters höjd utan fallskärm framför att dö i elden. 
Han föll ner i en ung snårskog där trädgrenarna dämpade hans fall för att slutligen landa i en snödriva. Han infångades av Gestapo och tillbringade resten av kriget i krigsfångeläger.